# Опшондек, Марцин
Ма́ртин Опжо́ндек (пол. Marcin Oprządek OFM, 4 апреля 1884, Kościelec (Chrzanów), Малопольское воеводство — 18 мая 1942, Хартхайм, Верхняя Австрия) — блаженный Римско-католической церкви, священник из монашеского ордена францисканцев, мученик.

## Биография
Мартин Опжондек родился в многодетной семье Станислава и Юлианы. У него было пятеро братьев и сестёр.
Он был членом францисканского ордена. После начала Второй мировой войны 26 августа 1940 года Мартин Опжондек был арестован гестапо и отправлен в концентрационный лагерь Заксенхаузен. Мартин Опжондек погиб в газовой камере, которая находилась в средневековом замке Хартхайм.

## Прославление
13 июня 1999 года Мартин Опжондек был беатифицирован Римским папой Иоанном Павлом II в группе 108 блаженных польских мучеников.
День памяти в Католической церкви — 12 июня.

## Источник
- Bogdan Brzuszek: Błogosławiony brat Marcin Oprządek. Włocławek: Wydaw. Duszpasterstwa Rolników, 2001. ISBN 83-88743-18-X